# Tyler Kyte
Tyler Kyte, właśc. Jonathan Tyler Kyte (ur. 24 lipca 1984 w Lindsay w Ontario) – kanadyjski aktor telewizyjny i piosenkarz. 

## Życiorys
Jego kariera aktorska rozpoczęła się od udziału w kanadyjskim programie dla dzieci Popularni monterzy dla dzieci (Popular Mechanics for Kids) z Elishą Cuthbert. Potem trafił do dwóch serialów: Gęsia skórka (Goosebumps, 1997) i Czy boisz się ciemności? (Are You Afraid of the Dark?, 1999). Sławę w Polsce zdobył rolą Vincenta Spidermana – gitarzysty w zespole głównej bohaterki Jude Harrison, a potem jej chłopaka w serialu muzycznym Gwiazda od zaraz (Instant Star, 2005-2006).
Tyler również rozwija swoją karierę estradową. Śpiewa i gra na perkusji w grupie Sweet Thing. W 2006 roku ukazała się jego debiutancka płyta pt. Let's Talk EP. 
Zamieszkał w Toronto.

## Dyskografia
- 2006: Let's Talk EP (wyd. Lefthook Entertainment)
- 2009: Talking Pictures

## Filmografia

### Filmy kinowe
- 2004: Biała ślepota (White Out) jako Craig
- 2002: I-60 (Interstate 60) jako Philip

### Filmy TV
- 2004: Prom królewski: Historia Marca Halla (Prom Queen: The Marc Hall Story) jako Murray
- 2003: Porwana: Historia Elizabeth Smart (The Elizabeth Smart Story) jako Charles Smart
- 2002: Gilda Radner: It's Always Something jako Camp Counsellor
- 1997: Obrońcy: zemsta (The Defenders: Payback) jako Hockey Kid

### Seriale TV
- 2005-2008: Gwiazda od zaraz (Instant Star) jako Spiederman
- 2004: Darcy: życie na farmie (Darcy's Wild Life) jako Tyler (gościnnie)
- 2004: 1-800-Missing jako Jarret Seabrooke
- 2001: Exhibit A: Secrets of Forensic Science jako Kyle Morrison
- 1999: Czy boisz się ciemności? (Are You Afraid of the Dark?) jako Allan
- 1999: Przygody (Adventures) jako .... Alex
- 1997: Due South jako młody Stan
- 1997: Gęsia skórka (Goosebumps) jako Matt Amsterdam